# 升望
升 望（ます のぞみ、1980年7月26日 - ）は、日本の女性声優、女優。ラクーンドッグ所属。埼玉県出身。

## 略歴
桐朋学園芸術短期大学芸術科卒業。
2022年4月1日付で所属していたプロ・フィットが同年3月末を以てマネジメント事業を終了したことに伴い、ラクーンドッグへ移籍。

## 人物
趣味はツーリング、ジャズダンス、ピアノ。特技はお菓子作り、カレーライス。
普通自動車免許、普通自動二輪免許を持っている。

## 出演
太字はメインキャラクター。

### テレビアニメ
2002年
- プリンセスチュチュ（ミーアキャット郎、イン子 他）
- デジモンフロンティア（泉のクラスメイト）

2003年
- 銀河鉄道物語（2003年 - 2004年、レイチェル・相原、有紀学〈幼少時代〉、バニーガール、販売員）

2004年
- ごくせん（少女時代の同級生）
- 陸奥圓明流外伝 修羅の刻（吉祥丸〈詩織〉）
- GIRLSブラボー シリーズ（2004年 - 2005年、小雨、女子C、少年A）- 2シリーズ
- 忘却の旋律（メイド）
- 月詠 -MOON PHASE-（女性）
- 砂ぼうず（2004年 - 2005年、大波波子）
- グレネーダー 〜ほほえみの閃士〜（桃華楼の女、少女）

2005年
- まほらば〜Heartful days（亜麻根瑞穂〈釘バット〉、友人B子、女の子、姉、部員E、ユウレイ女）
- ふしぎ星の☆ふたご姫（ベアベア、子供、イシェル、キャンディ、ノーチェ） - 2シリーズ
- エレメンタル ジェレイド（娘〈フィオラ〉）
- 奥さまは魔法少女（藤森由美子、吉田恵子、ゆかり）

2006年
- SHUFFLE!（2006年 - 2007年、ナースA） - 2シリーズ
- 鍵姫物語 永久アリス輪舞曲（女子生徒）
- かしまし 〜ガール・ミーツ・ガール〜（陸上部員B、恵）
- シュヴァリエ 〜Le Chevalier D'Eon〜（侍女）
- 吉宗（町娘、奥女中）
- ゴーストハント（高橋優子、恵子、子供、女生徒）
- RED GARDEN（アンナ、生徒A）

2007年
- アニ＊クリ15「おんみつ☆姫」（玉姫）
- がくえんゆーとぴあ まなびストレート!（部員）
- 魔法少女リリカルなのはシリーズ（2007年 - 2015年、アルト・クラエッタ、ディエチ / ディエチ・ナカジマ） - 2シリーズ
- らき☆すた（柊いのり）
- ロミオ×ジュリエット（女の子）
- School Days（女生徒）
- 灼眼のシャナ シリーズ（2007年 - 2011年、藤田晴美）- 2シリーズ

2008年
- シゴフミ（女子生徒、女、配達人）
- 紅（村上銀子）
- スキップ・ビート!（2008年 - 2009年、バイトの女の子、生徒、インタビュアー）
- 絶対可憐チルドレン（女子）
- まかでみ・WAっしょい!（とも子）
- 喰霊 -零-（真鍋美紅）
- のらみみ2（ネネ）
- 地獄少女 三鼎（道生由比）

2009年
- WHITE ALBUM（河島はるか、桜団7） - 2シリーズ
- アラド戦記〜スラップアップパーティー〜（妹B）
- 大正野球娘。（女子A）
- 聖剣の刀鍛冶（フィオ・アトキンス）
- ミラクル☆トレイン〜大江戸線へようこそ〜（キャンペーンガール）

2010年
- おおかみかくし（四方田唯、CMナレーション）

2012年
- 氷菓（製菓研究会女子B）
- 夏雪ランデブー（アナウンス、ウィーク）

2014年
- 信長協奏曲（松平竹千代）
- 月刊少女野崎くん（女子生徒、女子）

2018年
- 妖怪ウォッチ シャドウサイド（2018年 - 2019年、少年A、少年B、江藤）
- 多田くんは恋をしない（来賓者）

2019年
- ダンベル何キロ持てる?（アナウンサー）

2022年
- 終末のハーレム（アナウンサー）

### 劇場アニメ
- たまこラブストーリー（2014年、もち蔵〈幼少期〉[24]）

### OVA
- モエかん THE ANIMATION（2004年、メイドたち）
- 灼眼のシャナSP「恋と温泉の校外学習！」（2006年、藤田晴美）
- 灼眼のシャナS（2006年、藤田晴美）
- AIKa R-16:VIRGIN MISSION（2007年、ミドリ、手下）
- らき☆すたOVA（オリジナルなビジュアルとアニメーション）（2008年、柊いのり）
- 紅（2010年、村上銀子）

### ゲーム
- マビノ×スタイル（2005年、ノゾミ・G・天織[25]）
- 剣と魔法と学園モノ。（2008年、フェルパー・女）
- 「っポイ!」 ひと夏の経験!?（2008年、大風一夏）
- おおかみかくし（2009年、四方田唯）
- WHITE ALBUM -綴られる冬の想い出-（2010年、河島はるか）
- 音速少女隊 -Photon Angels-（2015年、レイシュン）
- ブラウンダスト2（2024年、エルピス[26]）
- プロジェクトセカイ カラフルステージ! feat. 初音ミク（2024年）

### ドラマCD
- 紅（村上銀子[27]）
- らき☆すた ドラマCD（柊いのり）
- 瑠璃の風に花は流れる シリーズ（瀬里[28]）
  - 瑠璃の風に花は流れる 第1巻 黒の王太子
  - 瑠璃の風に花は流れる 第2巻 紫都の貴公子
- 烈風の騎士姫（ターニャ[29]）
- 浪漫狩り2（みどり[30]）
- とある魔術の禁書目録（薄絹休味）
- はやて×ブレード（増田恵[31]）

### BLCD
- キレパパ。2（女子生徒）
- Hybrid Child（月島〈幼少時代〉）
- 優しいだけじゃ足りなくて 〜Not full only in the sweetness...〜（女子生徒A）

### ナレーション
- 東京トヨタ（プリウス） ラジオCM
- 東京カローラ（カローラ） ラジオCM

### ラジオドラマ
- VOMIC 紅 kure-nai（2008年、村上銀子）

### 吹き替え

#### 映画
- ワニ&ジュナ〜揺れる想い〜（2004年、幼いワニ）

#### ドラマ
- コールドケース2（2006年、ケイラ）
- CSI:マイアミ4（2006年、イザベル、ジュリア）
- ネイキッド・ブラザーズ・バンド（2007年、ロザリーナ）

#### アニメ
- ヘラクレス（2004年、女子生徒）

### 舞台
- サルとピストル 第11回公演「ハイイロノ・ド・ンゾコ」（2010年11月25日 - 28日、王子小劇場）
- IDEALKINGDOM 第5回本公演「退魔夜行カレン〜契霊ノ理〜」（2011年9月8日 - 11日、日暮里・d-倉庫） - 詩法堂トウコ 役
- 壺会 第十一回公演「ある日、私は金色の花びらを　こわごわとその石の体に」（2011年12月16日 - 18日、ブローダーハウス）
- ポムカンパニー 5th effect「シェルター」（2012年2月29日 - 3月4日、遊空間がざびぃ）
- ポムカンパニー 6th effect「空に哭く」（2012年8月9日 - 12日、下北沢OFFOFFシアター）
- ポツりんく ②「葉桜と魔笛/班女」（2012年9月20日 - 24日、SPACE 雑遊）
- お茶の間ゴブリン 1st Contact「今宵すべてのBARで」（2013年3月26日 - 29日、秋葉原アトリエ ACT&B）
- 絵空箱企画〜演劇的セパレートパフォーマンス〜「糸地獄 断章 男娼」（2013年6月19日 - 23日、パフォーミングギャラリー＆カフェ 絵空箱）
- お茶の間ゴブリン 2nd Impct「雪山ジャンクション」（2013年12月2日 - 8日、秋葉原アトリエ ACT&B）
- 吉野翼企画　〜演劇的セパレートパフォーマンス〜「眠る男」（2014年6月11日 - 15日、PerformingGallery＆Cafe 絵空箱）
- お茶の間ゴブリン 3rd　Tmpest「朱の半宵〜アケノハンショウ〜」（2014年8月6日 - 10日、日暮里・d-倉庫）
- ポムカンパニー 8th effect「色のない虹」（2014年10月30日 - 11月3日、下北沢シアター711）
- お茶の間ゴブリン 4th Express「大人の銀河鉄道の夜」（2015年1月24日 - 2月1日、秋葉原アトリエ ACT&B）
- 吉野翼企画「恋 其之弐」（2015年7月1日 - 5日、こまばアゴラ劇場）
- 演劇集団・演人の夜 第2回本公演「イツモノコト」（2015年8月12日 - 16日、笹塚ファクトリー） - 東雲梓 役
- お茶の間ゴブリン 5th Element「うみとみう」（2015年12月2日 - 6日、cafe&bar 木星劇場）
- ポムカンパニー 9th effect「霧、つたう光」（2016年3月17日 - 21日、テアトルBONBON）
- 集団NO PLAN 第4回公演「家族百景」（2016年5月7日・8日、座・高円寺2）
- お茶の間ゴブリン6th Sence「鬼ヶ村」（2016年6月15日 - 19日、日暮里・d-倉庫）
- PLAN-B企画「リレイヤーIII」（2016年12月3日・4日、アートスペース サンライズホール）
- ポムカンパニー企画公演 キクトコvol.1「点とシグナル」（2017年4月12日 - 16日、新宿シアターブラッツ）
- 劇団M.M.C×お茶の間ゴブリンミュージカル企画公演「恋はコソッと」「うみとみう」（2017年5月18日 - 21日、日暮里・d-倉庫）
- 集団NO PLAN 番外公演「こちら悪の秘密結社 辛党本部」（2017年8月24日、阿佐ヶ谷アルシェ）
- 集団NO PLAN 第5回公演「Bright Star〜asterisk〜」（2017年11月11日・12日、武蔵野芸能劇場）
- お茶の間ゴブリン7th Carnival「西遊記奇譚」（2018年1月18日 - 22日、花やしき座）
- 集団NO PLAN 第6回公演「MAZE☆爆裂セイバー&40」（2018年7月6日・7日、座・高円寺2）
- お茶の間ゴブリン 8th Labyrinth「Amazing Lost〜すっごい迷子〜」（2018年9月13日 - 17日、日暮里・d-倉庫）
- ウテン結構第1回公演「アリス式海岸不思議岬邂逅」（2018年11月16日 - 18日、日暮里・d-倉庫）
- ポムカンパニー企画公演 キクトコvol.2「ソラと鼓動の聞こえる距離」（2019年2月14日 - 18日、新宿シアターブラッツ）
- ウテン結構第2回公演「硝子細工のイヴ」（2019年3月22日 - 24日、日暮里・d-倉庫）[32]
- Agir circle「短編朗読集の調べ」（2019年5月17日 - 19日、中野スタジオあくとれ）
- 劇団ムツキカっ!!ムツキカ第11回公演「中女―あたりめ―」（2019年5月29日 - 6月2日、高田馬場ラビネスト）
- 吉野翼企画「疫病流行記」（2019年6月13日 - 16日、北千住BUoY）
- 集団NOPLAN第7回公演「家族百景」（2019年7月6日・7日、座・高円寺2）
- ウテン結構第3回公演「奇妙な旅の旅のしおり、この世の果て」（2019年10月9日 - 13日、日暮里・d-倉庫）
- お茶の間ゴブリン 9th Express「大人の銀河鉄道の夜」（2020年1月22日 - 26日、上野ストアハウス）
- NO day but today in act プロデュース公演「ピンスポット」（2020年2月19日 - 24日、アトリエファンファーレ東池袋）
- ウテン結構第4回公演「ヒカリ・アル・トコロ」（2020年4月15日 - 19日、日暮里・d-倉庫）
- お茶の間ゴブリン朗読劇「シンデレラ異聞〜ねずみにお任せ〜」（2020年7月23日 - 26日、日暮里・d-倉庫）
- 集団NOPLAN第8回公演「花散里〜冷華〜」（2020年8月8日・9日、南大塚ホール）[33]
- ウテン結構第5回公演「化けの皮一枚隔てた向こう側の話」（2020年11月25日 - 29日、日暮里・d-倉庫）
- 朗読集団灰色ネコ 第二回公演「白昼夢の証言」（2021年10月13日 - 17日、参宮橋トランスミッション）[34]
- 楽園王30周年記念公演「脱兎を追う」（2021年12月22日 - 25日、日暮里・d-倉庫）
- あなたの名前を呼んだ日（2022年2月25日 - 27日、阿佐ヶ谷シアターシャイン） - 蛍 役
- お茶の間ゴブリン 10th Accident「〜人外探偵結社〜幻の村を追え！の段〜」（2022年6月1日 - 5日、萬劇場）
- ウテン結構第6回公演「雨の世界」（2022年10月14 - 18日、大山サブテレニアン）
- お茶の間ゴブリン 11th Secret「人外探偵結社〜河童は薮の中の段〜」（2023年2月16日 - 19日、萬劇場）
- 朗読集団灰色ネコ 第三回公演「しょうがい」（2023年5月24日 - 28日、上野ストアハウス）
- お茶の間ゴブリン 12th Truth「人外探偵結社〜百鬼夜行の段〜」（2023年10月25日 - 29日、萬劇場）
- Heroine Music×士言堂プロデュース公演「イチバンガラス2」（2024年7月31日 - 8月4日、萬劇場）[35]

### その他コンテンツ
- ボイスブログ「のほほんCafe」（VAB-Voice Actor Blog- 声優ボイスブログポータルサイト）[36]

## ディスコグラフィ

### キャラクターソング
| 発売日        | 商品名                                    | 歌                                            | 楽曲         | 備考                            |
| ------------- | ----------------------------------------- | --------------------------------------------- | ------------ | ------------------------------- |
| 2005年5月25日 | マビノキドラマシアター 〜謎の魔法カード〜 | ノゾミ・G・天織（升望）、御神楽圭（羽多野渉） | 「LOVE次元」 | ゲーム『マビノ×スタイル』関連曲 |

### シリーズ一覧
1. ↑  第1期『first season』（2004年）、第2期『second season』（2005年）
2. ↑  第1期（2005年 - 2006年）、第2期『Gyu!』（2006年 - 2007年）
3. ↑  第1期（2005年 - 2006年）、第2期『MEMORIES』（2007年）
4. ↑  第3期『StrikerS』（2007年）、第4期『ViVid』（2015年）
5. ↑  第2期『Ⅱ』（2007年 - 2008年）、第3期『Ⅲ FINAL』（2011年）
6. ↑  前半クール（2009年）、後半クール（2009年）